# 奥因布拉
奥因布拉（西班牙語：Oimbra），是西班牙加利西亚自治区奥伦塞省的一个市镇。总面积72.9平方公里，总人口1996人（2001年），人口密度28人/平方公里。